# 九州国際情報ビジネス専門学校

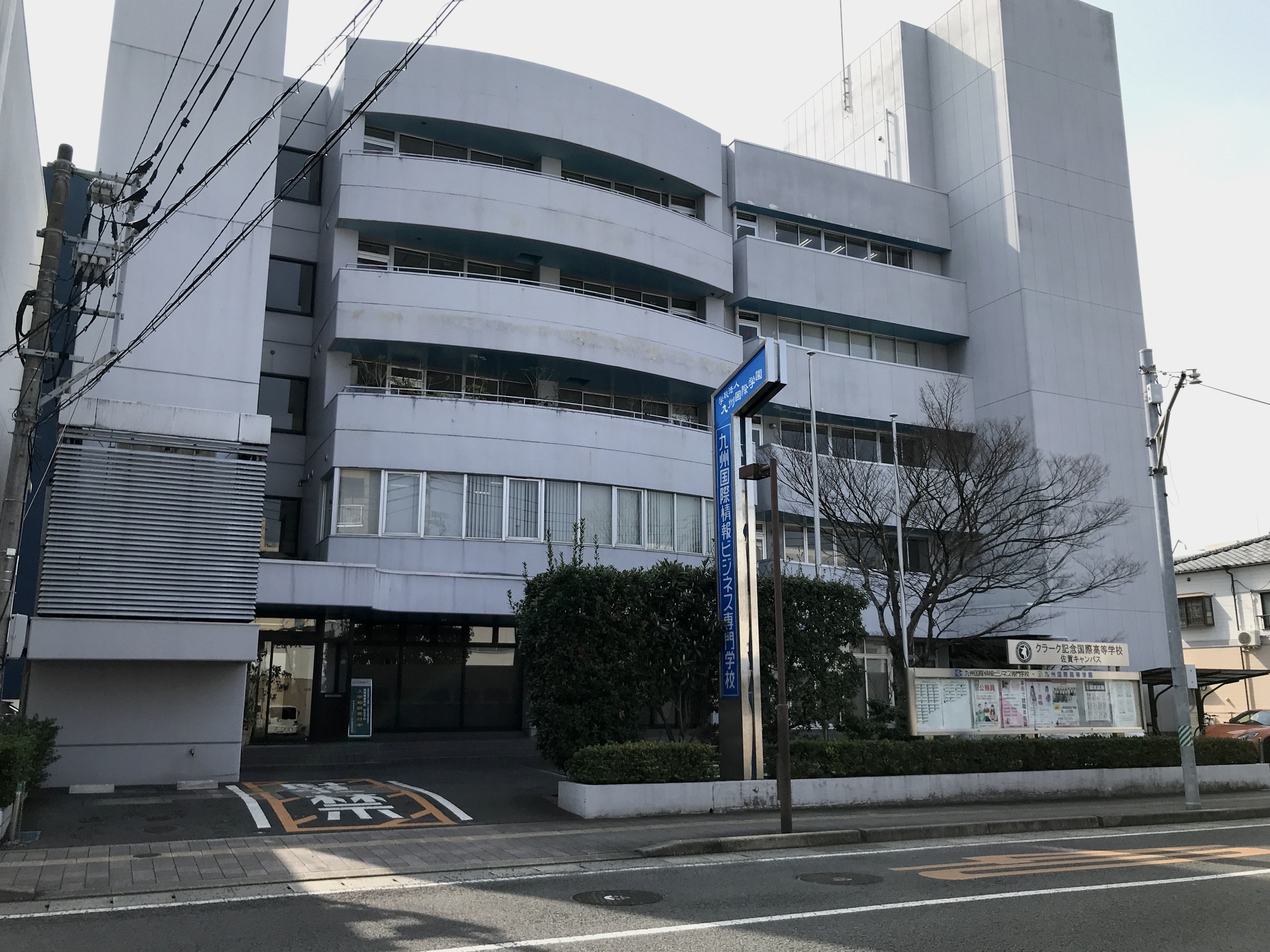
校舎

九州国際情報ビジネス専門学校（きゅうしゅうこくさいじょうほうビジネスせんもんがっこう）とは、学校法人九州国際学園によって創立された佐賀県佐賀市にある専門学校。コンピュータ、デザイン、医療事務、一般事務、公務員など幅広い職種に対応できる学科を設置。県内就職に高い実績がある。また、佐賀県内では九国の愛称で呼ばれている。

## 所在地・アクセス
- 佐賀県佐賀市神野東1丁目9番32号
- 最寄り駅はJR佐賀駅。駅北口から西に徒歩2分。
- 佐賀駅バスセンターも近い。

## 学科・コース
- 情報システム科
- 医療ビジネス科
- ビジネスキャリア科
- 公務員科

## 関連校
- 九州国際高等学園（高等専修学校）
  - 総合学科
    - 県立佐賀北高校通信制コース
    - クラーク記念国際高校コース